# Intégrale Bourse
Intégrale Bourse est une émission de radio et de télévision sur BFM Business diffusée quotidiennement du lundi au vendredi.

## Concept
Intégrale Bourse décortique les séances boursières (Paris, New-York, etc.) et analyse l'actualité du business en France et à l'étranger (résultats, fusions, acquisitions, etc.). Les tendances de marché sont commentées par des gérants de portefeuilles et des opérateurs de marché (traders). Des économistes interviennent également pour commenter les évènements économiques et l'actualité des valeurs boursières. Les patrons d'entreprises sont invités juste après l'ouverture de Wall Street, temps fort de l'émission durant lequel retentit la cloche.

## Historique
Intégrale Bourse est lancée en mars 2009 avec une émission entre 15 h et 17 h animée par Sidonie Watriguant et Sébastien Couasnon.
Depuis septembre 2010, l'après-midi est assurée par Sébastien Couasnon et Grégoire Favet, jusqu’à 18h, incluant donc la clôture des marchés européens.
Depuis septembre 2012, le créneau 10 h à 12 h est devenu Intégrale Placements  avec les mêmes présentateurs mais s'étend jusqu'à 12h30.